# Cubierta laminar suspendida

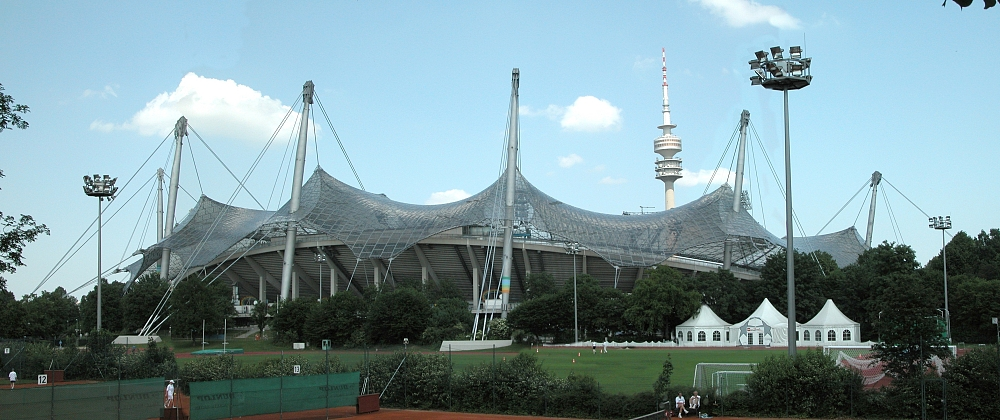
Cubierta laminar suspendida del Estadio Olímpico de Múnich (1972)

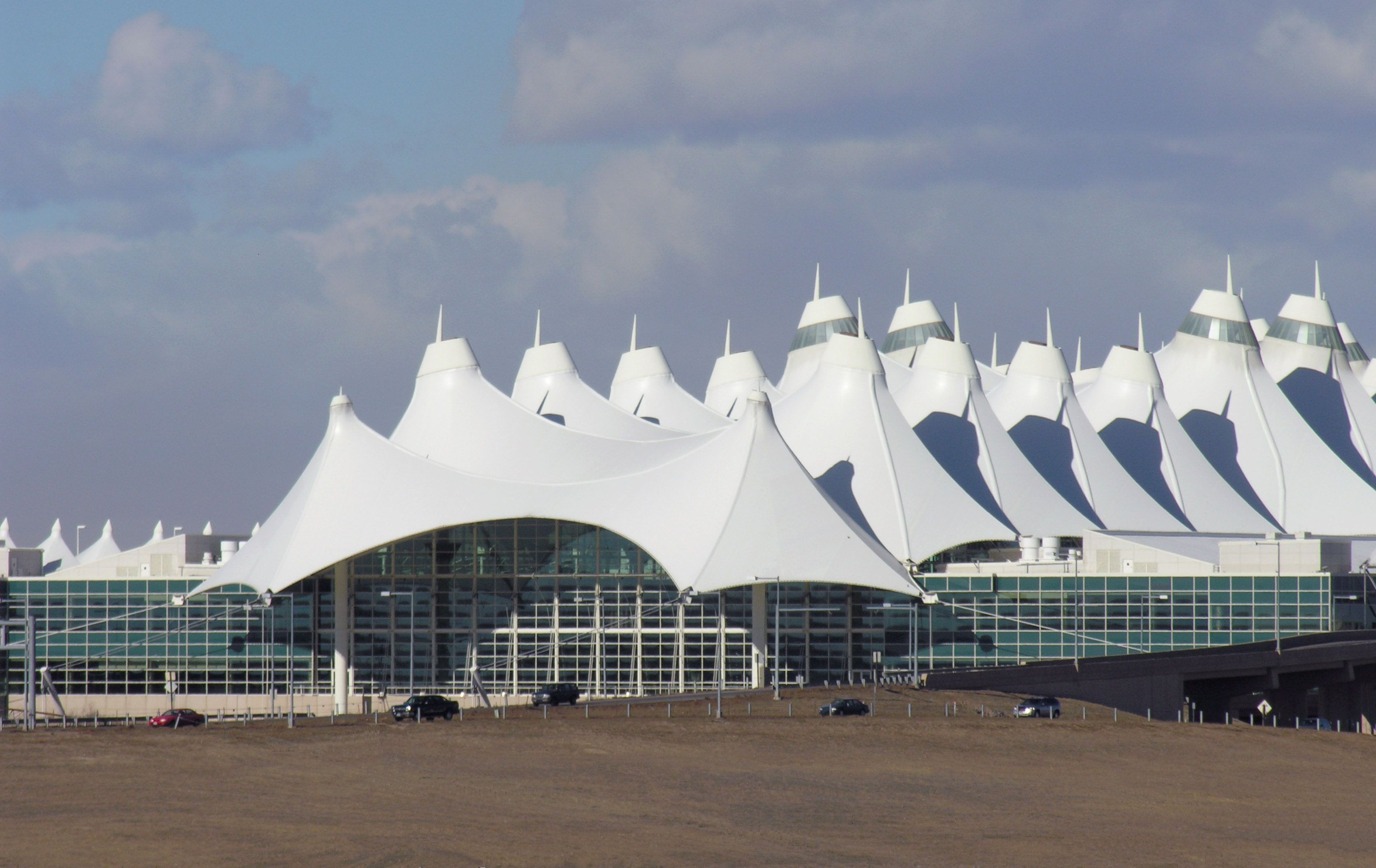
Cubierta del Aeropuerto Internacional de Denver, completada en 1995

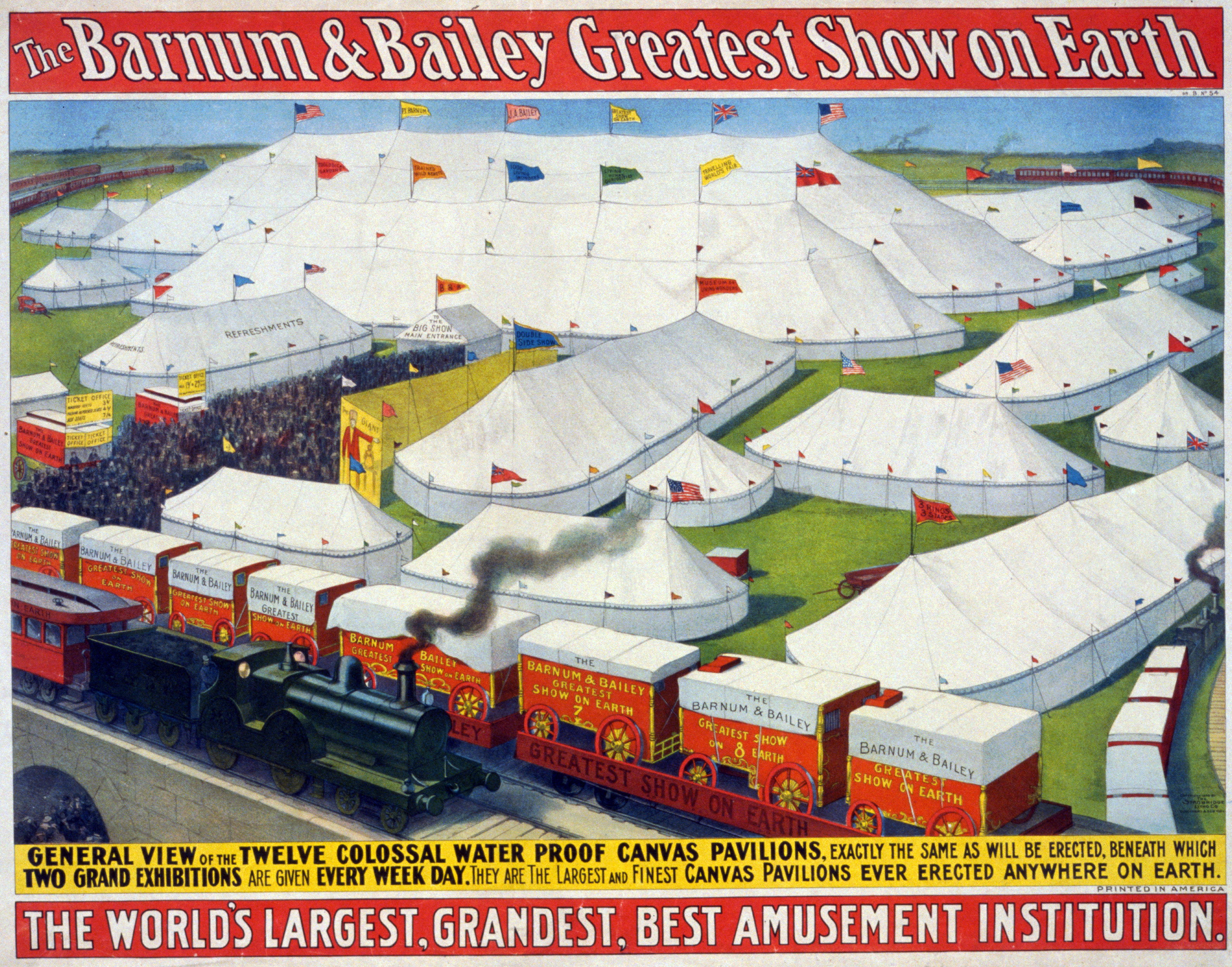
Carpas del Circo Barnum, en un cartel promocional

Una cubierta laminar suspendida está compuesta por una lámina flexible que puede ser un material tejido o prensado, colgado mediante cables y mástiles, y que puede incorporar o no un armazón estructural para proporcionarle rigidez. Su versatilidad permite a este tipo de cubiertas adoptar una gran variedad de diseños, en los que prima la estética de las formas libres. Suelen estar hechas a medida, por lo que requieren abordar meticulosos trabajos de ingeniería, y se fabrican para ser capaces de soportar fuerzas naturales como el viento o los seísmos, así como los efectos de la intemperie o de los incendios.
Las estructuras realizadas con materiales tejidos o láminas flexibles se consideran una subcategoría de la arquitectura textil.
La selección de materiales, el diseño, la ingeniería, la fabricación y la correcta instalación son componentes indispensables para garantizar la solidez de una estructura suspendida por cables.

## Historia
Debido a su facilidad de montaje y a su ligereza, el origen de este tipo de cubiertas está ligado a los pueblos nómadas dedicados a la caza y a la ganadería itinerante en las grandes llanuras de clima frío de América del Norte y el centro de Asia. Se sabe que el Coliseo de Roma contaba con un sistema de toldos suspendidos (velarium) para dar sombra a las gradas, y que durante siglos ha sido habitual utilizar habitáculos de tela desmontables en todo tipo de guerras y campañas militares. Otro ejemplo clásico son las grandes carpas utilizadas en los espectáculos circenses a partir del siglo XIX.
Sin embargo, la utilización a gran escala de esta técnica para ejecutar cubiertas suspendidas permanentes data de la década de 1970, cuando se construyó la novedosa cubierta translúcida del Estadio Olímpico de Múnich, proyectada por el arquitecto Frei Otto. Su superficie total es de casi 75 000 m², con los que deja unos 34 000 m² techados. La estructura constaba de una malla plástica suspendida de un sistema de mástiles y cables de acero, que conformaban una estructura destacable por su ligereza y por la libertad formal resultante de las superficies minimales resultantes de las condiciones de equilibrio de la lámina suspendida.
Otro ejemplo notable más reciente es la cubierta del Aeropuerto Internacional de Denver (1995), construcción en la que se han utilizado de forma masiva cubiertas laminares suspendidas, que prestan a las instalaciones su inconfundible aspecto.

## Fundamentos de las estructuras suspendidas

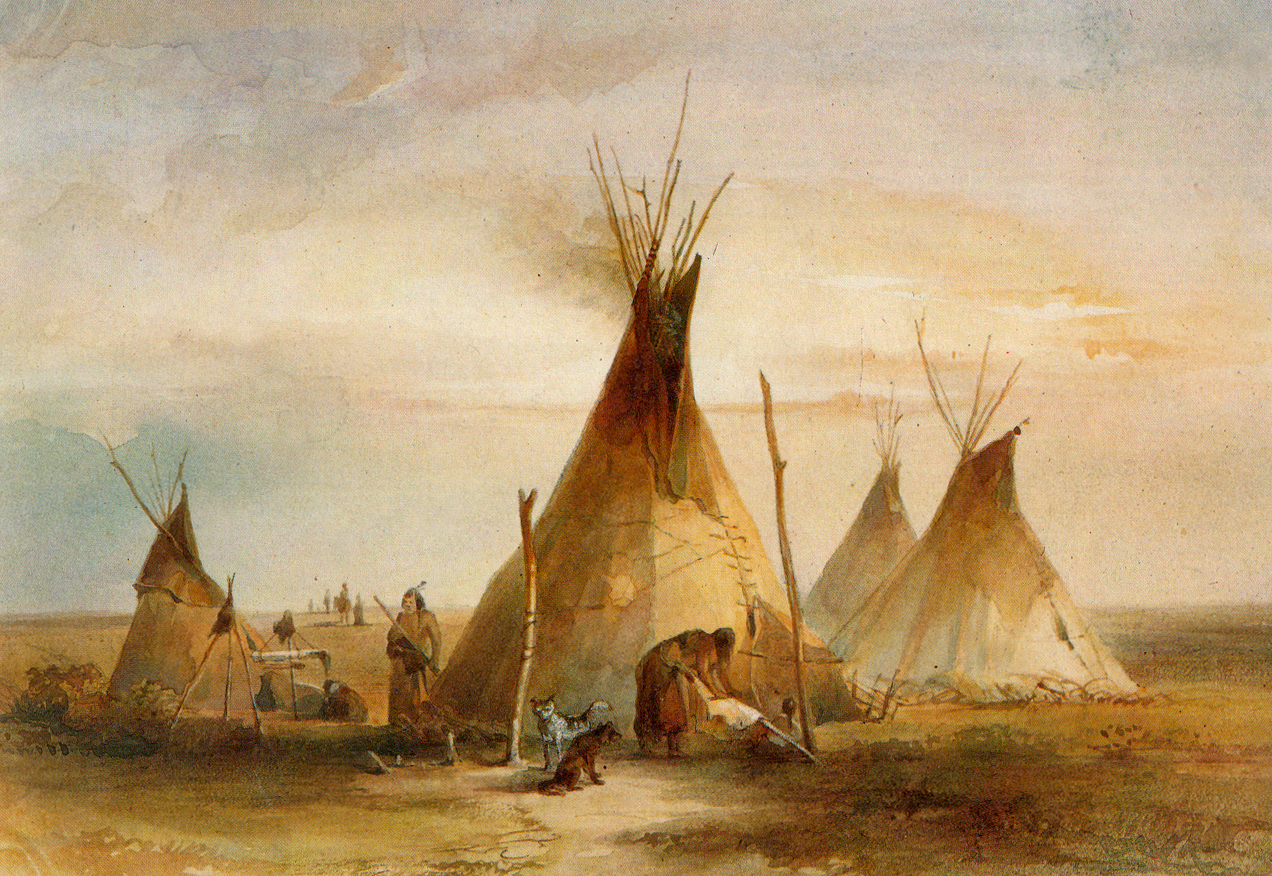
Tipi, vivienda ligera tradicional de los indígenas de Norteamérica, construida mediante un armazón de palos recubiertos por mantas o pieles

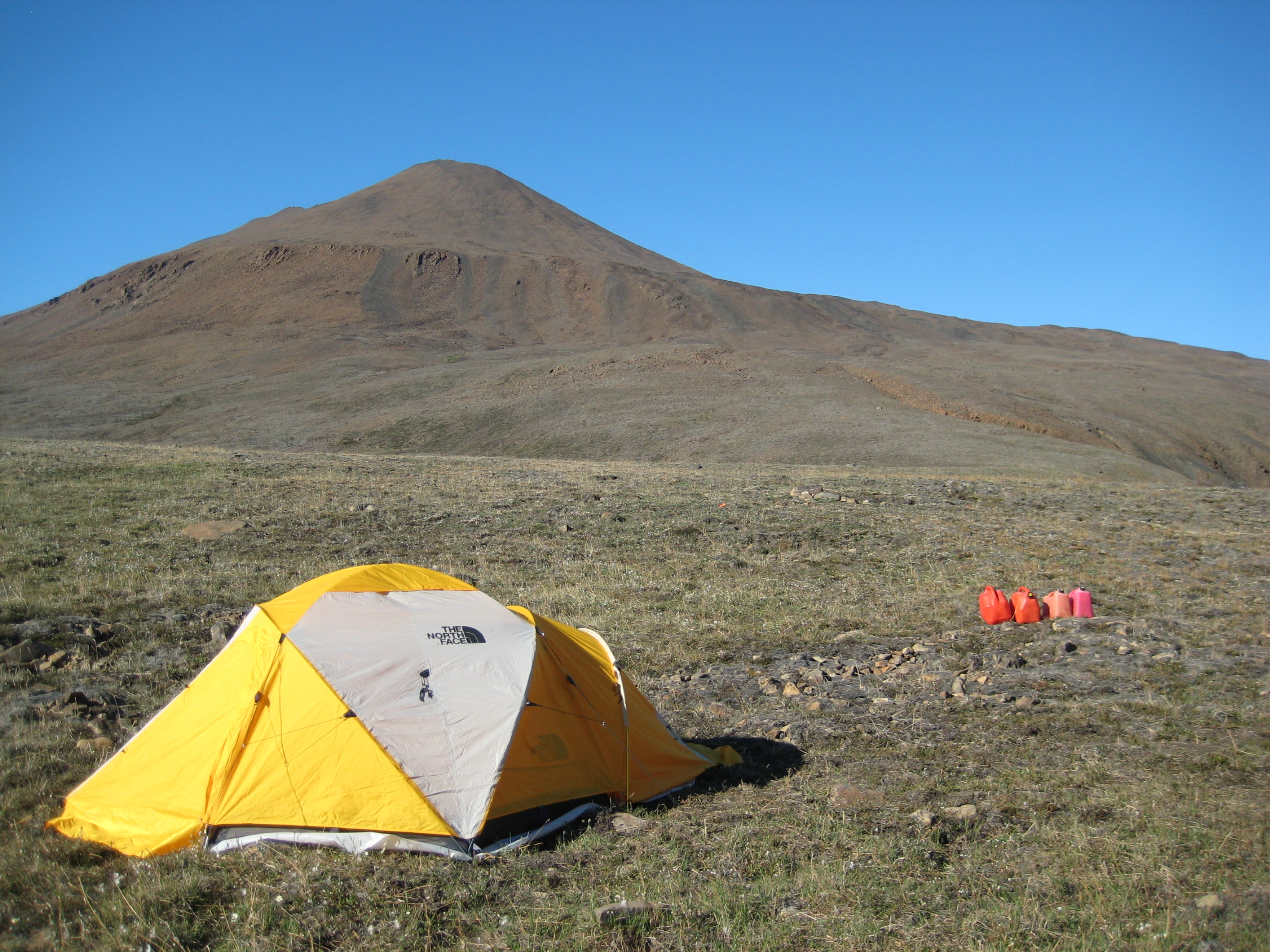
Una pequeña tienda de campaña

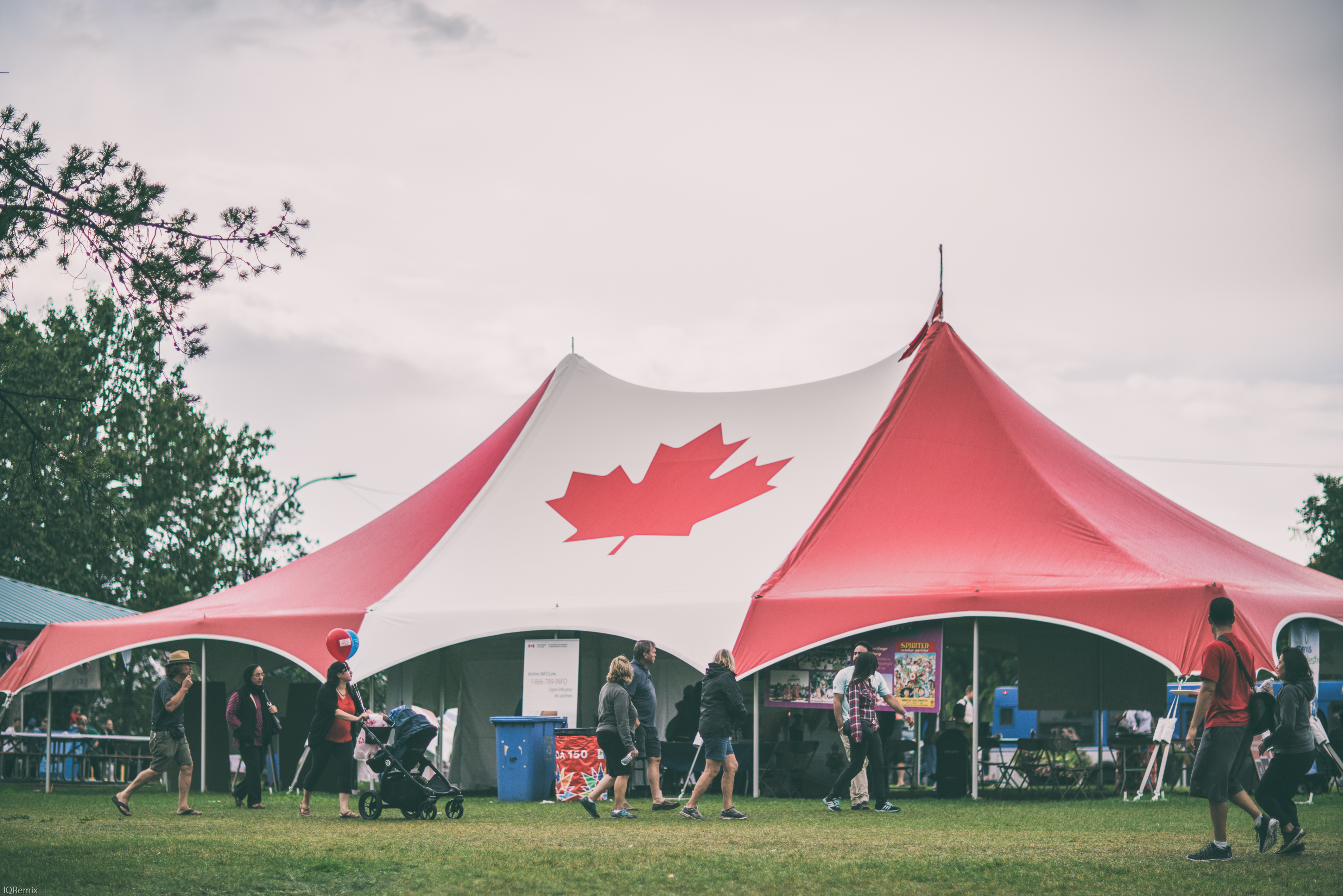
Una carpa de mayores proporciones

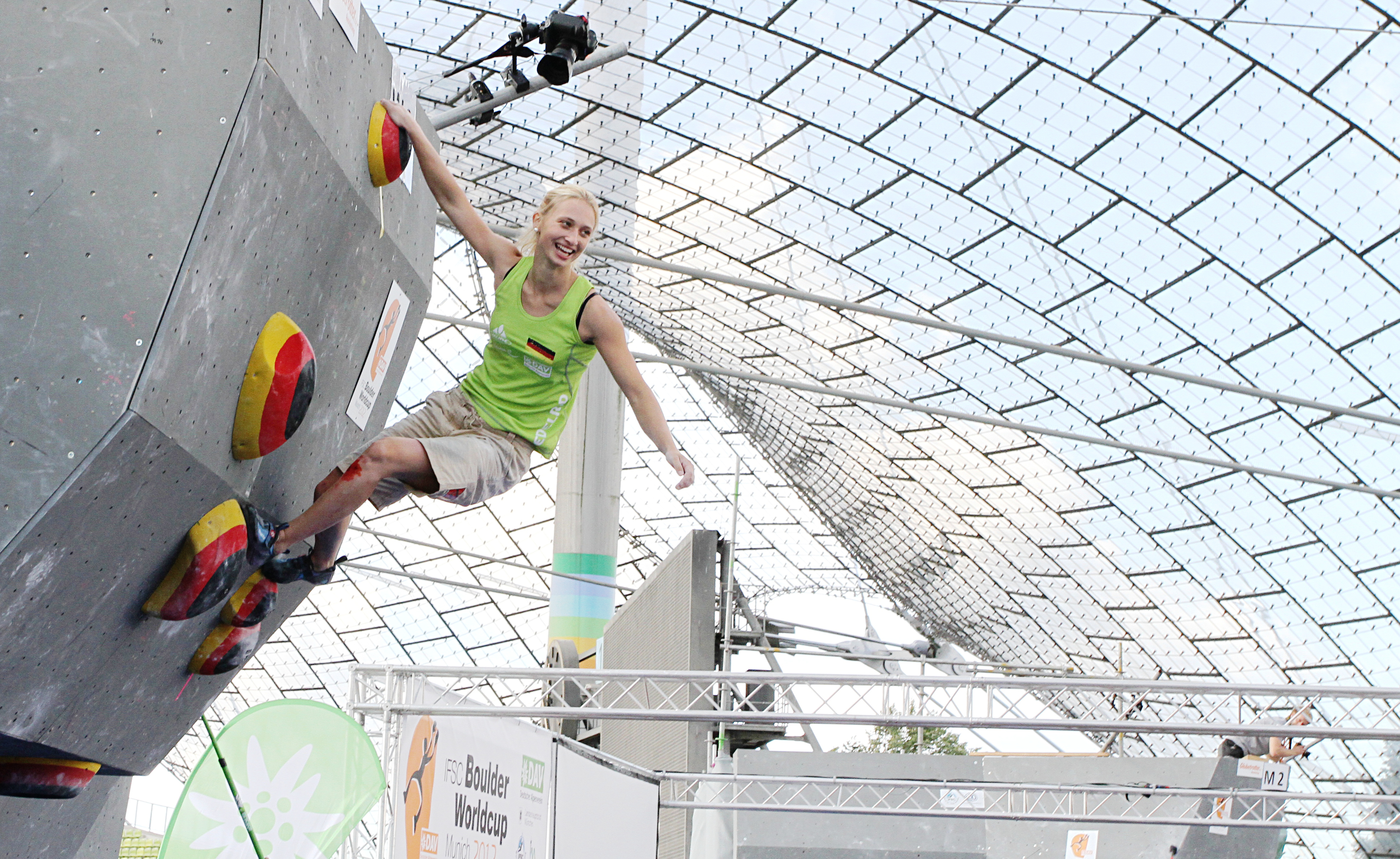
Detalle de la cubierta del Estadio Olímpico de Múnich

### Membranas
La mayoría de las cubiertas suspendidas se componen de materiales tejidos, recubiertos con membranas reforzadas con fibras sintéticas para aumentar su resistencia, durabilidad y resistencia a la intemperie. Entre los materiales más utilizados se encuentran el poliéster laminado o revestido con policloruro de vinilo (PVC) y el tejido plástico reforzado con vidrio revestido con politetrafluoroetileno (PTFE).

### Lonas de algodón
La tela tradicional para pequeñas estructuras de tela como tiendas de campaña o carpas es un tejido de algodón ligero denominado sarga, aunque también se utilizan lonas ligeras o lonas resistentes a prueba de agua.

### Poliésteres
La resistencia, la durabilidad, el costo y el estiramiento hacen que el material de poliéster sea el más utilizado en las estructuras laminares. Los poliésteres laminados o recubiertos con películas de policloruro de vinilo suelen ser la opción menos costosa para construcciones a largo plazo.
Los laminados generalmente consisten en películas de vinilo sobre mallas de poliéster tejidas o entrelazadas (llamadas scrims o sustratos), mientras que los poliésteres recubiertos de vinilo generalmente tienen una tela base de alta densidad de fibras y alta resistencia, recubierta con una sustancia adherible que proporciona una resistencia adicional. La tela pretensada se fabrica colocando la tela de poliéster bajo tensión antes y durante el proceso de recubrimiento. Esto da como resultado un tejido con una mayor estabilidad dimensional.

### Poliésteres laminados en vinilo
Una tela laminada generalmente se compone de una malla de poliéster de refuerzo presionada entre dos capas de película de PVC sin soporte. Sin embargo, para la mayoría de los usos de estructuras suspendidas, se disponen dos o más capas de tela o película unidas por calor, presión y un adhesivo para formar una sola capa.
Con una malla de poliéster de tejido abierto o malla, las películas de vinilo exteriores se adhieren a sí mismas a través de las aberturas de la tela. Sin embargo, las mallas de tela más pesadas están demasiado apretadas para permitir la misma unión. En este caso, se utiliza un adhesivo para unir las películas exteriores a la tela base.
Un buen enlace químico es fundamental tanto para la prevención de la delaminación como para el desarrollo de la resistencia de la costura. La costura se crea cuando las telas recubiertas de vinilo se sueldan entre sí. El adhesivo permite que la costura soporte los esfuerzos cortantes y los requisitos de carga de una estructura a todas las temperaturas. El adhesivo evita que la humedad penetre en las fibras de la malla, lo que también previene el crecimiento de hongos o la congelación que podría afectar la adherencia del revestimiento exterior a la malla. Los adhesivos son a base de agua para cumplir con las regulaciones de la EPA.
Las mallas de tejido abierto generalmente hacen que la tela sea más económica, aunque esto también puede depender de la cantidad y el tipo de características que se requieran en el vinilo. Casi cualquier color permanente y duradero se puede incorporar al vinilo. Sin embargo, cuantas más funciones se agreguen, mayor será el costo de la membrana.

### Poliéster revestido de vinilo
El poliéster revestido de vinilo es el material más utilizado para estructuras de láminas flexibles. Está compuesto por una malla de poliéster, un agente aglutinante o adhesivo y recubrimientos exteriores de PVC. La malla soporta el revestimiento (que se aplica inicialmente en forma líquida) y proporciona resistencia a la rotura, al alargamiento y estabilidad dimensional de la tela resultante. El poliéster recubierto de vinilo se fabrica en paneles grandes mediante el termosellado de una costura superpuesta con un soldador de radiofrecuencia o un sellador de aire caliente. Una costura adecuada podrá soportar los requisitos de carga de la estructura. El área de la costura debe ser más fuerte que la tela revestida original cuando se prueba la resistencia a la tracción.
La resistencia a la tracción de la tela base está determinada por el tamaño (denier) y la resistencia (tenacidad) de los hilos y el número de hilos por pulgada lineal o metro. Cuanto más grande sea el hilo y más hilos por pulgada, mayor será la resistencia a la tracción del producto terminado.
El agente adhesivo actúa como un enlace químico entre las fibras de poliéster y el revestimiento exterior y también evita que las fibras absorban agua, lo que podría resultar en daños por congelación-descongelación en la tela.
El líquido de revestimiento del PVC (vinil Organisol o Plastisol) contiene productos químicos para lograr las propiedades deseadas de color, resistencia al agua y al moho, y retardo de la llama. También se pueden fabricar telas que contengan altos niveles de transmisión de luz o se pueden hacer completamente opacas. Una vez que se ha aplicado el revestimiento a la malla, la tela se pasa por una cámara de caldeo que seca el revestimiento líquido. Los recubrimientos de PVC están disponibles en una gran variedad de colores, aunque los colores no estándar pueden ser costosos. Los colores pueden estar sujetos a tiradas de pedido mínimo que permiten que la máquina de recubrimiento elimine los rastros de cualquier color anterior.

### Fibra de vidrio
La fibra de vidrio tejida recubierta con PTFE (teflón o silicona) también es un material base ampliamente utilizado. Fibras de vidrio se disponen en filamentos continuos, que luego se agrupan en hilos. Los hilos se tejen para formar un sustrato. La fibra de vidrio tiene una alta resistencia a la tracción, se comporta elásticamente y no sufre de relajación por tensión o fluencia significativas. El revestimiento de PTFE es inerte, y puede soportar elevadas temperaturas, desde 100 a 450 grados Fahrenheit (38 a 232 °C). También es inmune a la radiación y se puede limpiar con agua. La fibra de vidrio de PTFE cuenta además con la certificación Energy Star y del Cool Roof Rating Council. Durante las pruebas científicas de sus propiedades solares, se descubrió que las membranas de fibra de vidrio de PTFE reflejan hasta el 73 por ciento de la energía del sol mientras retienen solo el siete por ciento en su superficie exterior. Ciertos tipos de fibra de vidrio de PTFE pueden absorber el 14 por ciento de la energía del sol mientras permiten que se transmita el 13 por ciento de la luz natural y el siete por ciento de la energía reradiada (calor solar).
Debido a su eficiencia energética, alta temperatura de fusión y falta de fluencia, las telas a base de fibra de vidrio han sido el material elegido para las cúpulas de los estadios y otras estructuras permanentes, particularmente en los Estados Unidos, aunque las estructuras de poliéster pueden ser igualmente duraderas cuando se construyen correctamente.

### Olefina/poliolefina
Se encuentran disponibles varios polímeros que consisten principalmente en polietileno, polipropileno o combinaciones de los dos para estructuras de cubiertas laminares.

### PVDF tejido
La tela tejida de PVDF también está disponible para estructuras laminares.

### ePTFE tejido
Igualmente, existen láminas tejidas de ePTFE disponibles para la construcción de estructuras suspendidas.

### Tela opaca
El Blackout, un tejido también conocido como material de bloqueo, es una tela opaca que consiste en un laminado que empareda una capa que impide por completo el paso de la luz entre dos capas exteriores blancas. Permite regular pasivamente la temperatura y la iluminación de una estructura al no permitir que la luz penetre a través de la parte superior o de las paredes. La calidad opaca también evita que las manchas, la suciedad, las reparaciones o los paneles ligeramente desiguales en el exterior de la estructura se noten desde el interior.

## Recubrimientos
La mayoría de las láminas utilizadas en estructuras suspendidas tienen algún tipo de capa superior aplicada al exterior o recubrimiento para facilitar su limpieza. La capa superior proporciona una superficie dura en el exterior del material, formando una barrera que ayuda a evitar que la suciedad se adhiera al material, al tiempo que permite que la tela se limpie con agua. A medida que el material envejece, la capa superior finalmente se acabará erosionando, exponiendo la tela a la suciedad y dificultando su limpieza. Cuanto más gruesa sea la capa superior, más durará. Sin embargo, los revestimientos que son demasiado gruesos se volverán frágiles y se agrietarán en caso de que deban plegarse cuando son desmontables.
Hay varios acabados de uso común:
- La laminación de película de PVF se compone de fluoruro de polivinilo (conocido comercialmente como Tedlar). Consiste en una capa de película laminada añadida al tejido de PVC durante el proceso de fabricación. El resultado es una tela más gruesa que puede resistir la intemperie y los agentes químicos mejor que otros tejidos sin tratar. Su capacidad de autolimpieza le permite repeler agentes agresivos como la lluvia ácida, las pintadas y los excrementos de pájaros. Debido a estas características, a menudo se puede encontrar en uso en zonas industriales, regiones desérticas y zonas costeras. El recubrimiento más grueso tiene una velocidad de erosión lenta, lo que da como resultado una vida útil de aproximadamente 25 años, dependiendo de las condiciones ambientales. Esta capa superior es flexible, lo que crea una unión fuerte y consistente al PVC. Las telas recubiertas de PVF se pueden fabricar en una gran variedad de colores, pero también están sujetas a tiradas mínimas de fabricación. El revestimiento de PVF también hace que la tela no se pueda soldar. Las costuras no se superponen, sino que se empalman con una costura soldada adicional, y posteriormente se sella la parte inferior de la tela, que no tiene recubrimiento.
- La capa de acabado acrílico es el acabado más económico y ampliamente disponible que se utiliza. Su aplicación en spray proporciona un acabado brillante y una considerable resistencia a la degradación ultravioleta. Debido a que el recubrimiento es delgado, el material es fácil de fabricar y se puede reparar mediante soldadura de aire caliente o de alta frecuencia. Dependiendo de las condiciones ambientales, un acabado acrílico le dará a la tela una vida útil de 10 años o más. Los acabados acrílicos son ideales para estructuras de tela y se pueden encontrar en láminas utilizadas en pabellones de ferias comerciales, carpas temporales y almacenes portátiles.
- El acabado de PVDF está compuesto por una mezcla de flúor, carbono e hidrógeno. La combinación de flúor y carbono proporciona una resistencia superior a la degradación por rayos UV y al daño químico que la capa superior acrílica. Las telas recubiertas de PVDF también mantienen el color por más tiempo que las recubiertas con acrílico. Los tejidos de PVDF resisten las algas y los hongos, y también tienen propiedades de autolimpieza que los hacen fáciles de mantener. Estos tejidos recubiertos son flexibles, resisten el agrietamiento, se manipulan fácilmente y generalmente tienen una vida útil de 15 a 20 años, dependiendo de las condiciones ambientales. El PVDF se incorpora químicamente al PVC y a los polímeros utilizados, lo que reduce las opciones de color. Debido a que el blanco es el único color estándar, otras opciones de color están limitadas y deben fabricarse especialmente. Debido a las propiedades químicas del recubrimiento, debe ser sometido a abrasión para exponer el PVC antes de soldar. Esto también aumenta los costos de fabricación. Las reparaciones con la cubierta montada también son difíciles, ya que la membrana debe rasparse manualmente antes de la reparación.
- La capa superior de PVDF/PVC es esencialmente una dilución de la capa superior de PVDF que hace que la lámina terminada sea menos costosa de fabricar. La tela terminada se puede soldar sin tener que someter a abrasión el material, lo que reduce los costos. Sin embargo, debido a que el PVDF se diluye, se reduce la longevidad y la capacidad de resistir los factores ambientales. Esto da como resultado una esperanza de vida general de 10 a 15 años. Estos materiales también están disponibles en varios colores, pero están sujetos a tiradas de fabricación limitadas.
- Tio2 (Dióxido de titanio) Recubrimiento superior "Titan W": TITAN W es un acabado superficial cuya formulación fue preparada por Naizil S.p.A. en colaboración con el Departamento de Ingeniería Química de la Universidad de Padua.

## Propiedades de las láminas
Al discutir las propiedades de las láminas para su uso en una estructura, hay varios términos que se usan comúnmente:
- La resistencia a la tracción es un indicador básico de resistencia mecánica. Es fundamental para tejidos arquitectónicos que funcionan principalmente en tensión.
- La resistencia al desgarro es importante porque si una tela se rompe una vez colocada, generalmente lo hará por desgarro. Esto puede ocurrir cuando una concentración local de tensiones o un daño local dan como resultado el fallo de una serie de fibras, lo que aumenta la tensión en los hilos restantes.
- La resistencia de adhesión es una medida de la fuerza de la unión entre el material base y el revestimiento o laminado de película que lo protege. Es útil para evaluar la resistencia de las uniones soldadas utilizadas para conectar tiras de material cuando se ensamblan.
- Retardante de las llamas, que no tiene el mismo significado que ignífugo. La tela que contiene un revestimiento ignífugo puede resistir incluso una fuente puntual a una temperatura muy elevada. Sin embargo, puede arder en caso de un gran incendio.
- La tela extensible permite utilizar formas libres en la construcción de edificios, ya que se trata de un material flexible.[7]

## Propiedades estructurales
Las propiedades de un tejido determinan su uso más adecuado, tales como la relación entre tensión y deformación (carga unitaria frente a alargamiento unitario), vida útil esperable, sistemas de unión del material (soldadura, pegado, etc.) y el comportamiento del tejido respecto al fuego.
Los datos de tensión frente a deformación deben obtenerse tanto en forma uniaxial como biaxial. Esta información caracteriza al tejido en términos de rigidez, elasticidad y plasticidad. Esta es una información esencial para determinar la respuesta del material bajo las cargas que deberá soportar y transmitir. Los esfuerzos cortantes, la deformación a cortante y el coeficiente de Poisson, aunque difíciles de obtener, son fundamentales a la hora de analizar una tejido como material estructural.

## Otras propiedades
- Datos generales de rendimiento solar, óptico y térmico
- Datos acústicos
- Estabilidad dimensional
- Posibilidad de colorearse o pintarse
- Facilidad de limpieza
- Resistencia y estabilidad de las costuras
- Capacidad de manipulación general, incluida la resistencia a la abrasión y la capacidad de plegado

## Ahorro de costes de las estructuras laminares suspendidas
Las estructuras laminares suspendidas pueden tener múltiples ventajas sobre los edificios tradicionales en ciertos escenarios. En algunos casos, no se requiere iluminación, ya que las láminas utilizadas pueden ser translúcidas, lo que las convierte en una solución energéticamente eficiente. Otro de sus puntos fuertes es su movilidad, pudiendo desmontarse para ser transportadas y ser reubicadas de nuevo en otro lugar. Además, su costo es aproximadamente la mitad de lo que cuesta una estructura tradicional.

## Galería
Techo laminar suspendido en Tulsa, Oklahoma:
|  |  |  |